# シーイズマイン
『シーイズマイン』は、美森青による日本の漫画作品。『別冊マーガレット』（集英社）2009年5月号から2009年12月号まで連載されていた。単行本全2巻。

## あらすじ
晴と遼太郎は、10年来の幼馴染み。高校でも同じクラスになった晴と遼太郎は、そこで美少女・中川美礼と出会う。ふたりは中川美礼と友達になるが、天然な彼女の行動にふりまわされっぱなしで!?

## 登場人物
佐野遼太郎（さの りょうたろう）
押しに弱い高校1年生。晴とは、10年来の幼馴染。冷静。彼女いない暦15年。料理が出来る。
村上晴（むらかみ はる）
ちゃっかりものの高校1年生。少し軽い。料理が出来る。遼太郎曰く、人の恋愛に首を突っ込みたがる。
中川美礼（なかがわ みれい）
天然で奇想天外の高校1年生。処女ではないらしい。美人。空気が読めないところがある。
上野（うえの）
黒髪にメガネの、おとなしい女の子。
佐野のり（さの のり）
おせっかいな遼太郎の姉。夫とは別居中。

## 書誌情報
- 美森青 『シーイズマイン』 集英社 〈マーガレットコミックス〉、全2巻
  1. 2009年10月23日発売[1]、『別冊マーガレット』2009年5月号 - 8月号、ISBN 978-4-08-846457-2
  2. 2010年1月25日発売[2]、『別冊マーガレット』2009年9月号 - 12月号、ISBN 978-4-08-846488-6